# Ciberayllu
Ciberayllu fue una publicación digital no periódica y gratuita desarrollada por un grupo de intelectuales peruanos y peruanistas residentes en varios países. Apareció en Internet el 1 de noviembre de 1996 y fue una de las primeras webzines en idioma español. Se publicó continuamente hasta julio del 2010. En esos catorce años, se publicaron en Ciberayllu cerca de 900 artículos originales, firmados por más de 230 autores.

## Historia
Ciberayllu tuvo su origen en una lista privada de correo electrónico, iniciada por el historiador Nelson Manrique, en la que participaba un número creciente de escritores, académicos y, en general, amigos ligados al quehacer intelectual peruano y peruanista. La lista incluía miembros residentes en el Perú y en varios países en América y Europa, varios de ellos parte de la diáspora peruana de los años 80, así como profesores e investigadores que trabajaban en universidades de Europa y Estados Unidos. Los miembros de la lista se referían al grupo con el término ayllu, que es una palabra quechua que designaba a una comunidad andina tradicional.
La entrega inicial constó de ocho artículos y una reseña. Cuatro artículos por el periodista y académico Víctor Hurtado Oviedo, desde San José de Costa Rica; dos por el historiador José Luis Rénique, desde Nueva York, EE. UU.; uno por Maruja Martínez, desde Lima; y otro por Domingo Martínez Castilla, desde Misuri, EE. UU..
Luego de publicar algunos trabajos de los miembros fundadores, Ciberayllu se abrió a colaboraciones no solicitadas.
Durante su primera década (1996-2006), la webzine se hospedó en un servidor de Internet de la Universidad de Misuri, donde trabajaba uno de sus promotores. A partir de enero del 2007 continuó su publicación en su propio sitio web. 
Ciberayllu desarrolló una sección dedicada a trabajos académicos originales y testimonios sobre el escritor peruano José María Arguedas, titulada Arguediana.

## Contenido
Las siguientes son las secciones temáticas de Ciberayllu:
- Arguediana: sección dedicada a trabajos sobre la vida y obras del escritor y antropólogo peruano José María Arguedas (1911-1969). En esta sección se incluyeron ensayos de carácter académico, así como testimonios personales de Alberto Escobar y de Cecilia Bustamante, ambos muy cercanos al gran escritor peruano.
- Ensayos: artículos generalmente en formato académico, principalmente en las áreas de crítica literaria, historia, economía, política, lingüística, antropología y etnología (con énfasis en temas de la región andina), filosofía y, en general, asuntos de interés peruanista, andino y latinoamericano.
- Literatura: creación literaria, principalmente narración y poesía.
- Comentario: artículos de temas diversos, incluyendo escritos sobre autores, libros, música y otros.
- Crónicas: entrevistas a otros autores y artículos sobre experiencias personales del autor.
- Cultura: escritos sobre música, tradiciones y elementos de las culturas peruana y latinoamericana.
- Imágenes: algunos trabajos que combinan texto y fotografías.
- Breviario: notas breves sobre libros y publicaciones recientes.
- Notas editoriales.
- Lista de autores, incluyendo breves notas biográficas.

## Características
Las siguientes fueron algunas características de Ciberayllu:
- Los autores de Ciberayllu no fueron nunca remunerados por sus colaboraciones, que siempre fueron voluntarias.
- La publicación no contenía anuncios comerciales ni generaba ingresos monetarios de ningún tipo.
- Ciberayllu no estuvo organizada en unidades o ediciones numeradas, pues se publicó en forma acumulativa, algo similar a lo que posteriormente se llamaría blog o bitácora.
- Ciberayllu solamente publicaba trabajos inéditos en Internet.
- Número de artículos publicados: 820 en las secciones temáticas, más las notas editoriales y las reseñas breves.[8][9]
- Número de colaboradores: 230

## Autores
Los autores que publicaron en Ciberayllu incluyeron 230 académicos, creadores literarios, periodistas y, en general, escritores, tanto reconocidos como noveles. Entre 1996 y 2006, los colaboradores fueron 197: 123 peruanos (71 de ellos viviendo fuera del Perú), y 74 autores de 22 otros países. Entre los años 2007 y 2010, hubo 68 colaboradores: 49 peruanos (25 residentes fuera del Perú) y 19 de otros países.

## Reconocimientos
En 1998, Ciberayllu fue destacada como una de «Las cinco mejores revistas literarias en Internet» por Letralia, publicación venezolana. En el 2004, Ciberayllu recibió un homenaje en el Instituto de Altos Estudios sobre América Latina, en La Sorbona, en París. En el 2005, también se le incluye en The best of the web for Latin American Studies, en el Reino Unido.